# Поляков, Михаил Павлович
Поляков Михаил Павлович (1923, д. Юматово, Тамбовская губерния — 29 сентября 1943, Запорожье) — советский военнослужащий, участник Великой Отечественной войны, Герой Советского Союза (посмертно).

## Биография
Михаил Павлович Поляков родился в 1923 году в деревне Юматово Тамбовского уезда Тамбовской губернии. Работал в городе Котовске на заводе № 204 электриком. Член ВЛКСМ. В РККА с 1942 года.

### Великая Отечественная война
В Великой Отечественной войне Михаил Павлович участвовал с 1942 года, в составе 453-го стрелкового полка, 78-й стрелковой дивизии. Наводчик расчёта противотанкового ружья, красноармеец. Дважды ранен.
29 сентября 1943 года в боях в районе города Запорожье отражал атаки пехоты, танков, самоходных установок и бронемашин противника. В критический момент боя со связкой гранат бросился под вражеский танк.
Звание Героя Советского Союза присвоено посмертно 19 марта 1944 года.

## Память
- В городе Котовске на аллее героев на памятном монументе есть имя и фотография Михаила Полякова. На центральной площади города есть экспозиция, посвящённая герою.
- В городе Запорожье одна из улиц названа именем героя.